# Conchiglioni

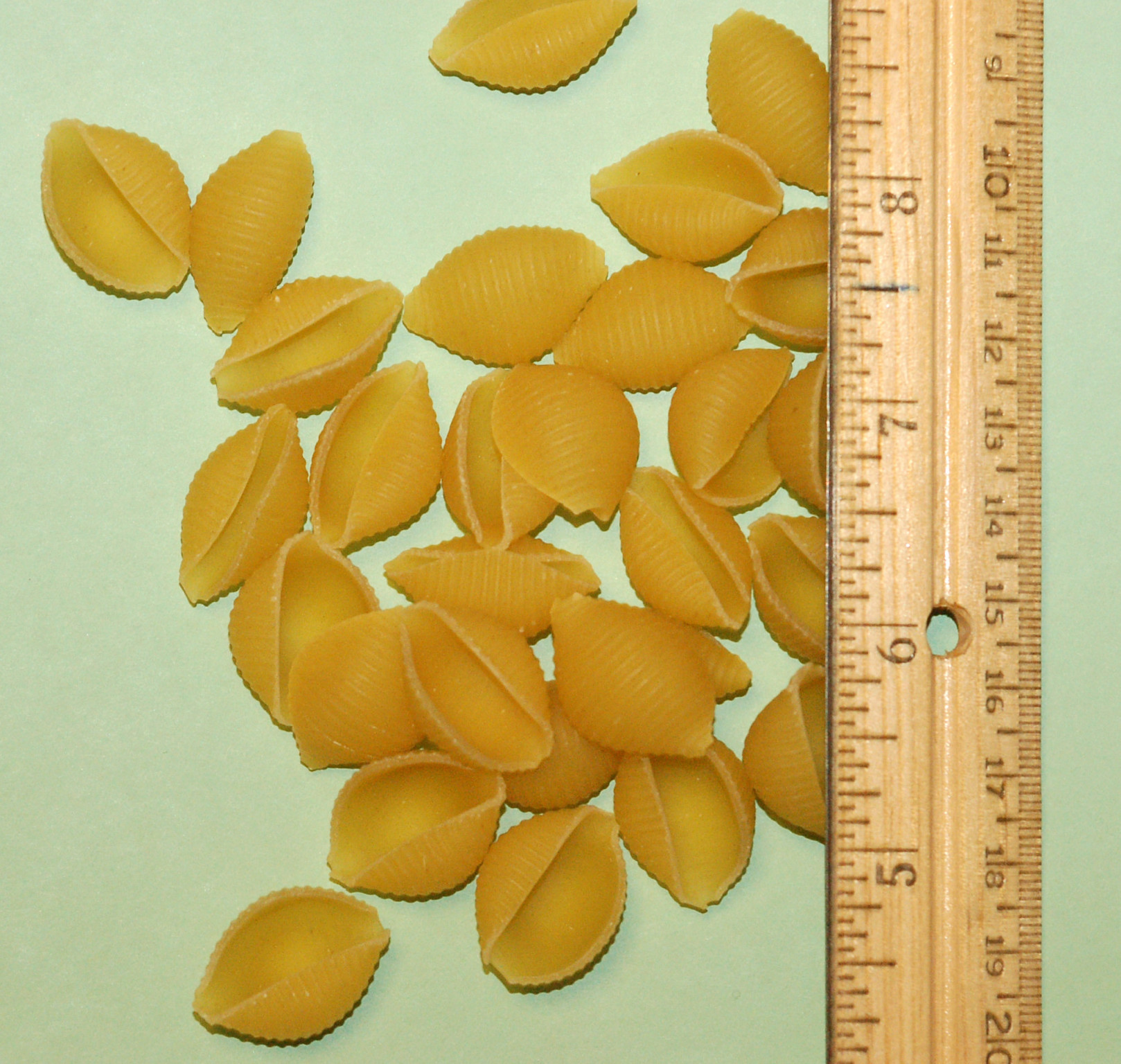
Conchiglioni

Conchiglioni (ital., deutsch große Muscheln) sind große, muschelförmige Nudeln aus Hartweizengrieß, die z. B. mit Hackfleisch, Pilzen, Spinat oder Käse gefüllt, mit verschiedenen Saucen kombiniert und überbacken werden. Conchiglioni werden gelegentlich auch in den drei Farben der Tricolore hergestellt.
Die kleinere Variante wird Conchiglie genannt.